# جامعة الأخوين
جامعة الأخوين هي جامعة مغربية خاصة، كان ترتيبها العالمي سنة 2010 حسب المجلس الوطني للبحوث بإسبانيا، في الرتبة 2904 عالميا. تقع جامعة الأخوين بمدينة إفران المغربية بالأطلس المتوسط.

## أصل التسمية

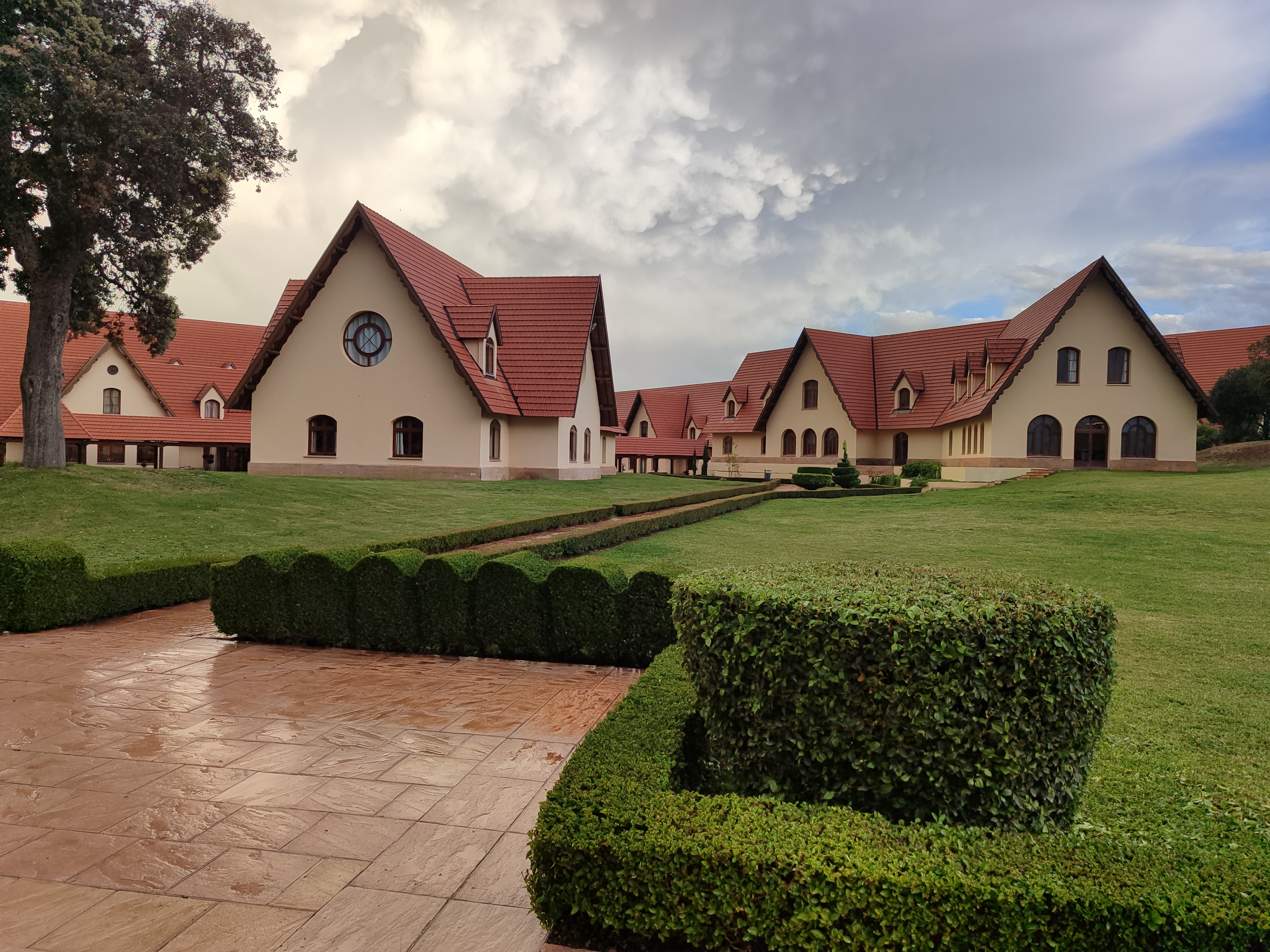
جامعة الأخوين المغربية بمدينة إفران الملقبة بسويسرا المغرب

تعود تسمية الجامعة إلى الملكين الراحلين الملك السعودي فهد بن عبد العزيز والملك المغربي الحسن الثاني حيث ساهمت السعودية في تمويل بناء هذه الجامعة. حيث وثّق مؤرخ المغرب ومدير الوثائق الملكية الأستاذ عبد الوهاب بن منصور «أن الملك الحسن الثاني كان يهدف إلى إنشاء جامعة عالمية تكون رأس الرمح السلمي والثقافي والتثقيفي لجميع اللغات وجميع الأجناس...» [بحاجة لمصدر]

## التأسيس

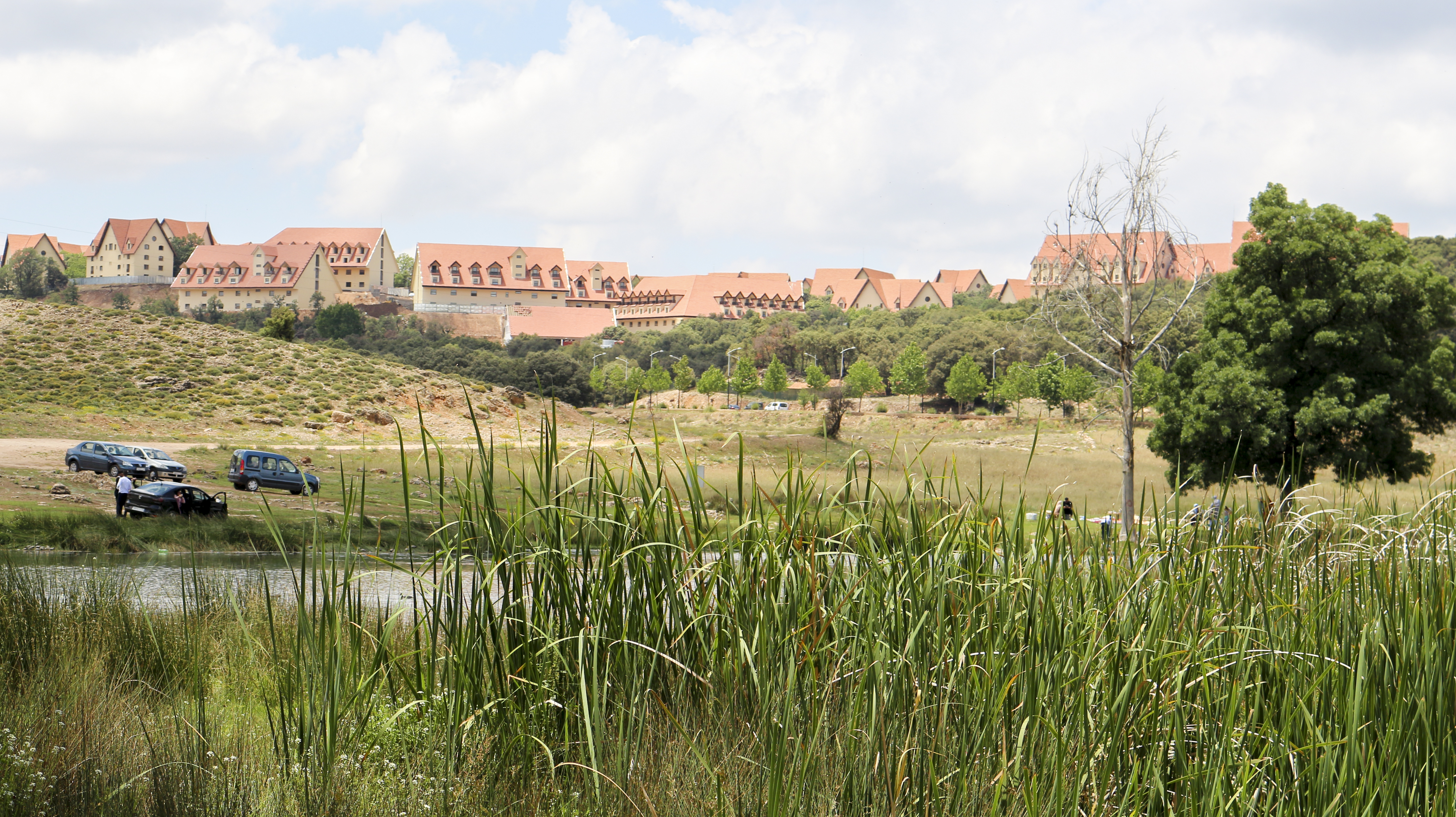
جامعة الأخوين من بحيرة زروقة.

تأسست الجامعة في 25 يوليو 1992 بمدينة إفران على يد الملك الحسن الثاني بموجد ظهير شريف بمثابة قانون رقم 1.93.227 الصادر في 3 ربيع الآخر 1414 (20 سبتمبر 1993) . والذي أراد إنشاء ملتقى للحضارات ومركز علمي يستقطب طلبة وباحثين من مختلف أنحاء العالم. يترأس الجامعة الدكتور إدريس أوعويشة الذي درس بإنجلترا وبالولايات المتحدة الأمريكية ويجيد التحدث باللغة الإنجليزية. [بحاجة لمصدر]
تم إنشاؤها هذه الجامعة على النمط الأمريكي في سياق الانفتاح الاقتصادي، من أجل  إعداد نخبة مكوَّنة على النمط الأنجلوساكسوني، تجيد اللغة الإنجليزية.

## البنية

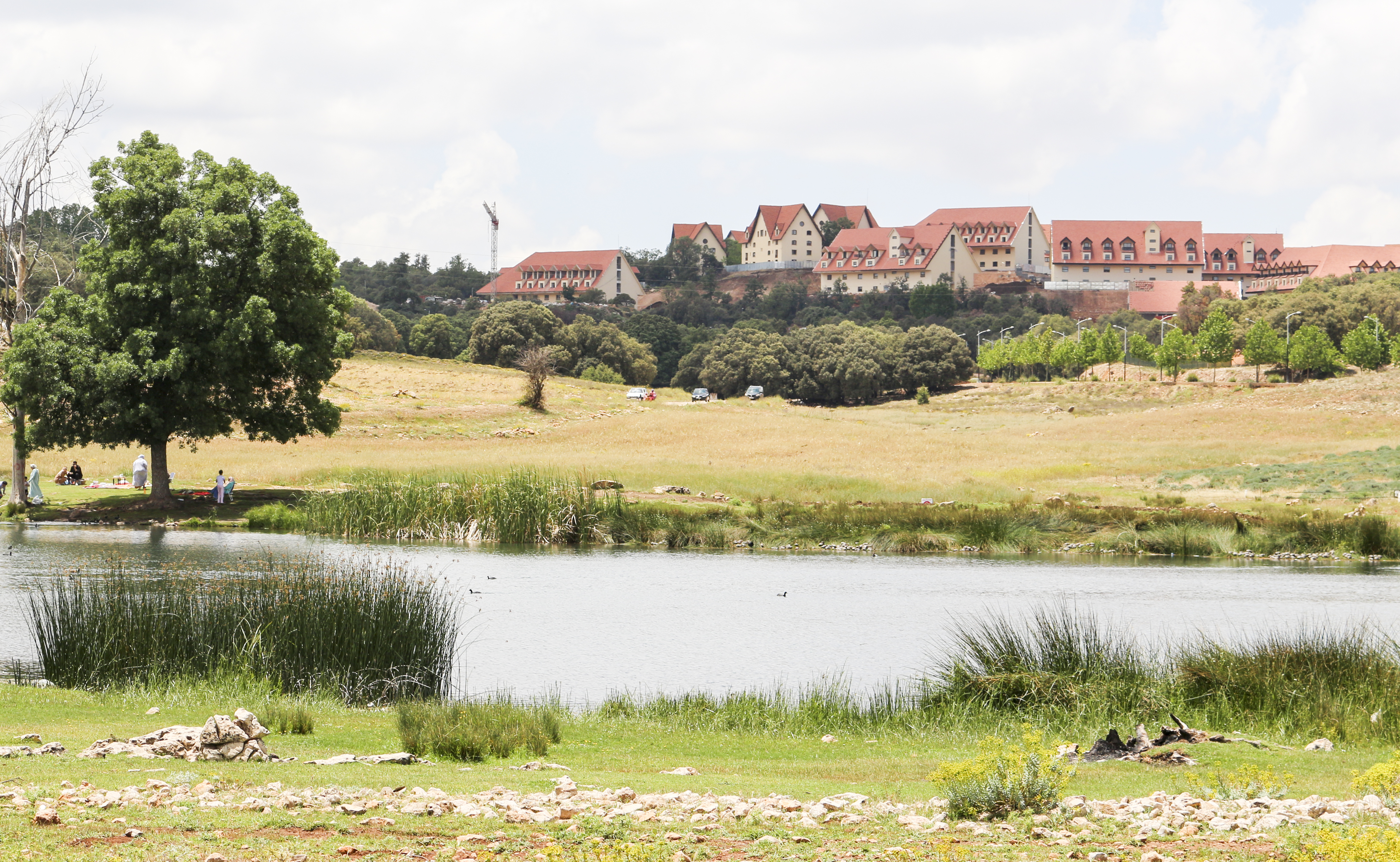
جامعة الأخوين من بحيرة زروقة

جهزت الجامعة بتقنيات وتجهيزات حديثة، ويصل عدد الطلبة الدارسين في هذه الجامعة ما يناهز 1300 طالب ينحدرون من 17 دولة ويعتنقون ديانات مختلفة، ويتوزعون على شعب مختلفة. تتوزع التخصصات التي تُدرس في الأخوين بين العلوم الإنسانية والاقتصاد والعلوم الإعلامية. تعتمد جامعة الأخوين اللغة الإنجليزية كلغة للتواصل والتدريس. [بحاجة لمصدر]
| تطور عدد الطلبة | تطور عدد الطلبة | تطور عدد الطلبة | تطور عدد الطلبة | تطور عدد الطلبة | تطور عدد الطلبة | تطور عدد الطلبة | تطور عدد الطلبة | تطور عدد الطلبة |
| 2009            | 2010            | 2011            | 2012            | 2013            | 2014            | 2015            | 2016            | 2017            |
| --------------- | --------------- | --------------- | --------------- | --------------- | --------------- | --------------- | --------------- | --------------- |
| 1602            | 1711            | 1772            | 1883            | 2039            | 2136            | 2166            | 2254            | 2159            |

## المدارس والتخصصات
- مدرسة إدارة الأعمال

- باكالوريوس إدارة الأعمال
- برنامج التدريب في مجال الأعمال
- ماجستير إدارة الأعمال
- ماجستير العلوم في العلوم المشتركة
- مدرسة العلوم والهندسة

- درجات BSC/MSC
- درجة الباكالوريوس
- مدرسة العلوم الإنسانية والاجتماعية

- باكالوريوس الفنون في دراسات التواصل
- باكالوريوس الفنون في تنمية الموارد الإنسانية
- باكالوريوس الفنون في الدراسات الدولية
- ماجستير الفنون في الدراسات الدولية والدبلوماسية
- ماجستير الفنون في دراسات شمال إفريقيا والشرق الأوسط
- ماجستير الفنون في الدراسات الإسلامية

## مراكز الدراسات
- مركز التنمية الأكاديمية
- مركز اللّغة
- مركز الاستشعار عن بعد ونظم المعلومات الجغرافية
- مركز الإدريسي للبحث

## انتقادات
يطلق عليها اسم «جامعة الأغنياء» بسبب رسومها المرتفعة، وطريقة انتقائها وقبولها للطلبة، وانفرادها بالتدريس باللغة الإنكليزية فقط، كما تبلغ تكلفة الرسوم الجامعية فيها حوالي 4000 أورو. شهدت انتقادات جدل واسع في البرلمان بعد أن صرفت الحكومة نحو 25 مليون درهم كإعانة لجامعة الأخوين. انتقد نواب من فرق المعارضة هذه الإعانة، مؤكدين أن جامعة الأخوين لا تحتاج إلى إعانة، لكون الطلبة الذين يلجون أسلاكها من الطبقات الميسورة. صنفها المجلس الوطني للبحوث بإسبانيا في الرتبة 2904 عالميا في قوائم تصنيف الجامعات حسب جودة التعليم والكفائة، وقيمة إنتاجها العلمي والمعرفي ومساهمتها في حل المشاكل التي تعيق تطور بلدها على جميع المستويات، وفي الرتبة 23 عربيا.
للتخفيف من هذه الانتقادات عمدت إدارة الجامعة، في وقت لاحق، على إجبار طلابها إلى الانخراط في أعمال اجتماعية كشرط لاجتياز امتحانات الماستر، فكان يتوجب على كل طالب تقديم دروس خصوصية بالمجان لأبناء أهالي القرى المجاورة. أما بالنسبة للطلبة النابغين الذين يتعذر عليهم دفع تكاليف الدراسة فقد استحدثت الجامعة برنامج منح يُمول من خزينة الدولة. احتج ناشطون حقوقيون مغاربة بقوة على استضافة جامعة الأخوين لأول ندوة في العالم العربي حول المحرقة اليهودية، التي انعقدت بتعاون مع جمعية كيفونيم الإسرائيلية بين 21 و22 سبتمبر 2011.

## الطلبة
يقدر عدد الطلبة الحاصلين/ات على شهادة ب 4793 منذ إنشاء الجامعة حتى يونيو 2017 و نجد من بينهم:

### الأمراء
- الأمير مولاي إسماعيل أحد أفراد العائلة الملكية المغربية (بكالوريوس إدارة الأعمال، 2006).
- مولاي إدريس الفيلالي - ابن للا مريم - (بكالوريوس إدارة الأعمال، 2012)

### شخصيات من عالم الأعمال مثل
- الزبير الرحيميني (بكالوريوس إدارة الأعمال، 1998) المدير العام لشركة النقل بالمغرب (CTM)
- القائدة الشابة لمنتدى دافوس 2016 خديجة إدريسي جناتي (بكالوريوس إدارة الأعمال، 2004)

### الشخصيات الثقافية والفنية
- سفيان الخالدي (بكالوريوس إدارة الأعمال، 2014) ممثل ومخرج وكاتب مغربي.

- رضا دليل (بكالوريوس إدارة الأعمال، 2001)
- سونيا تراب (ليسانس الآداب في الدراسات الدولية، 2008)
- الصحفي بسام نجار (ماجستير الآداب في الدراسات الدولية والدبلوماسية، 2007)

## دكتوراة فخرية
- هيلاري كلينتون (1999)
- هشام الكروج (2005)
- جاد المالح (2007)

## إنجازات
2017
- حصلت الأخوين سنة 2017 على اعتماد أمريكي هو الأول من نوعه بإفريقيا[14]

## شراكات
وقّعت جامعة الأخوين و مركز ديلويت المغرب للأمن السيبراني بمدينة مراكش، اتفاقية للتعاون المشترك وتهدف إلى ترسيخ شراكة إستراتيجية بين إحدى مؤسسات التعليم العالي في المغرب وأحد الفاعلين العالميين في مجال الأمن السيبراني. وتدوم هذه الشراكة مبدئيا ثلاث سنوات قابلة للتجديد، وتعكس رغبة مشتركة للمؤسستين في ردم الهوّة بين العالم الأكاديمي وواقع القطاع الخاص، ولاسيما في ظل تنامي التهديدات الرقمية.  

## روابط الخارجية
- الموقع الرسمي